# Équipe d'Italie féminine de softball
L'équipe d'Italie féminine de softball est l'équipe nationale qui représente l'Italie dans les compétitions internationales féminines de softball. Elle est gérée par la Fédération italienne de baseball et de softball (FIBS).

## Résultats en compétitions internationales

### Jeux olympiques
- 1996 : Non participante
- 2000 : 5e
- 2004 : 8e
- 2008 : Non participante
- 2020 : En cours

### Championnat du monde
- 1965 : Non participante
- 1970 : Non participante
- 1974 : 8e
- 1978 : 8e
- 1982 : Non participante
- 1986 : 10e
- 1990 : 8e
- 1994 : 11e
- 1998 : 6e
- 2002 : 7e
- 2006 : 6e
- 2010 : Non participante
- 2012 : 10e
- 2014 : 9e
- 2016 : 15e
- 2018 : 7e

### Championnat d'Europe
- 1979 :  2e
- 1981 :  2e
- 1983 :  2e
- 1984 :  2e
- 1986 :  Vainqueur
- 1988 :  2e
- 1990 :  3e
- 1992 :  Vainqueur
- 1995 :  Vainqueur
- 1997 :  Vainqueur
- 1999 :  Vainqueur
- 2001 :  Vainqueur
- 2003 :  Vainqueur
- 2005 :  Vainqueur
- 2007 :  Vainqueur
- 2009 : 6e
- 2011 :  2e
- 2013 :  2e
- 2015 :  Vainqueur
- 2017 :  2e
- 2019 :  Vainqueur
- 2021 :  Vainqueur